# Agencia Espacial Mexicana

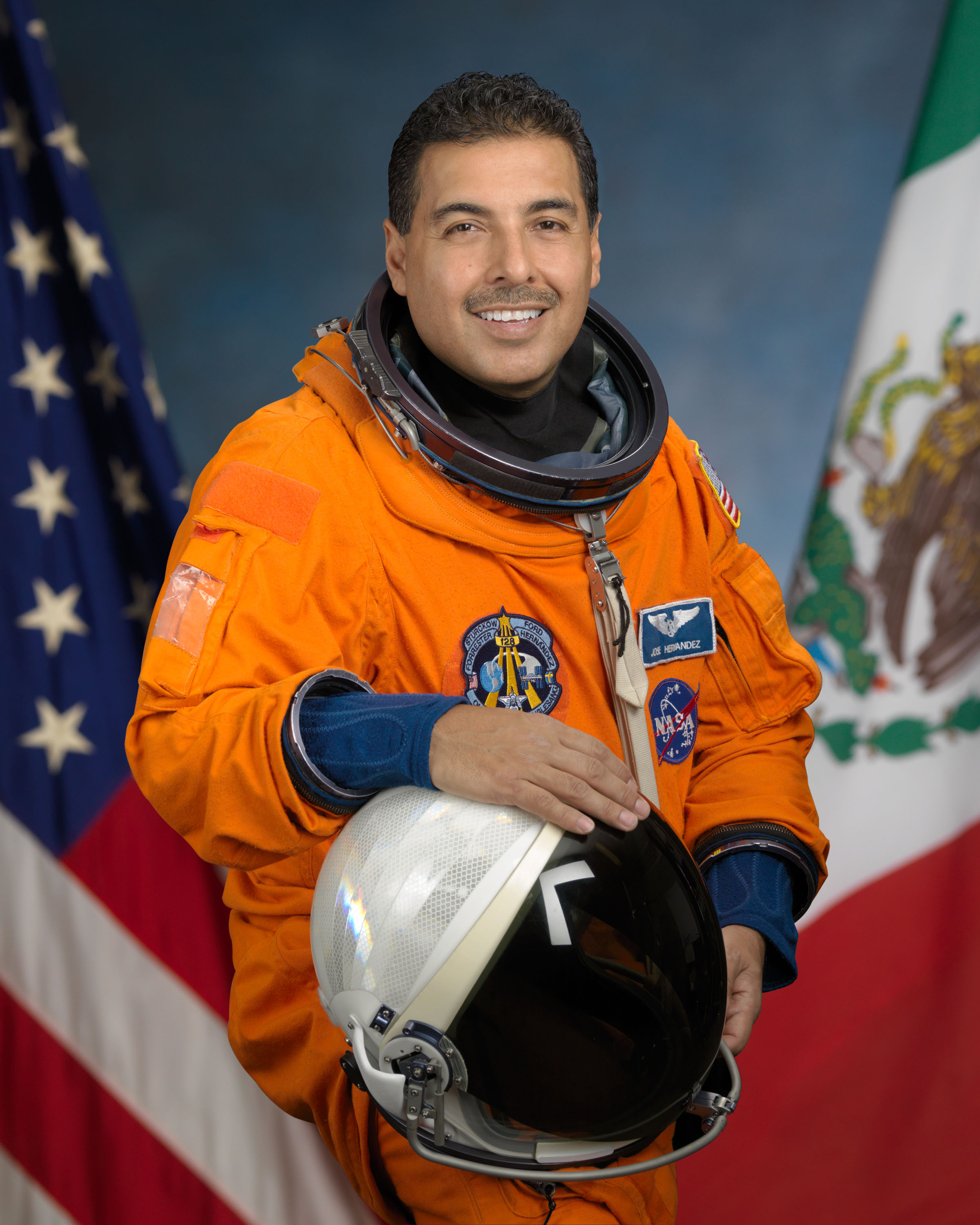

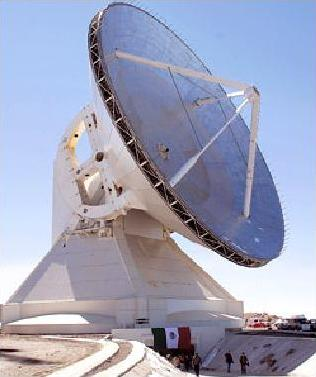

La Agencia Espacial Mexicana (AEM) es un organismo descentralizado de la Secretaría de Infraestructura, Comunicaciones y Transportes encargado de dirigir la política espacial de México a fin de coordinar la tecnología, infraestructura e investigación para la consolidación del sector espacial de México.
El organismo se creó por medio de la Ley que crea la Agencia Espacial Mexicana, promulgada el 13 de julio de 2010 por el presidente Felipe Calderón y publicada en el  Diario Oficial de la Federación el 30 de julio del mismo año.
La Junta de Gobierno de la AEM fue instalada el 7 de septiembre de 2010 por el entonces secretario de Comunicaciones y Transportes, Juan Francisco Molinar Horcasitas, quien la encabezó por ministerio de ley.

## Desarrollo

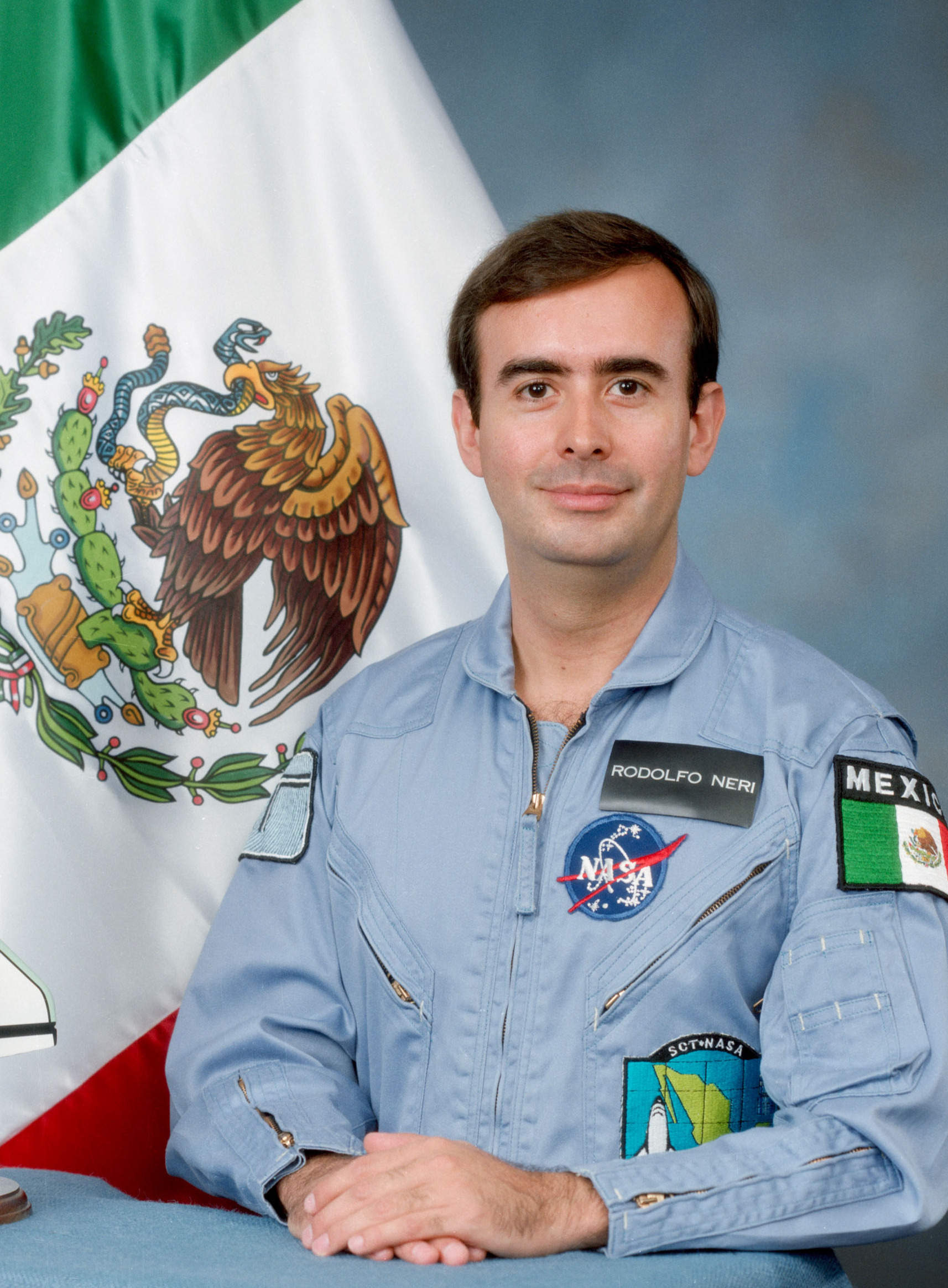
Rodolfo Neri Vela, primer astronauta mexicano, viajó en la misión STS-61-B de la NASA en la puesta en órbita del Morelos II, en 1985 promovió la Agencia Espacial Mexicana.

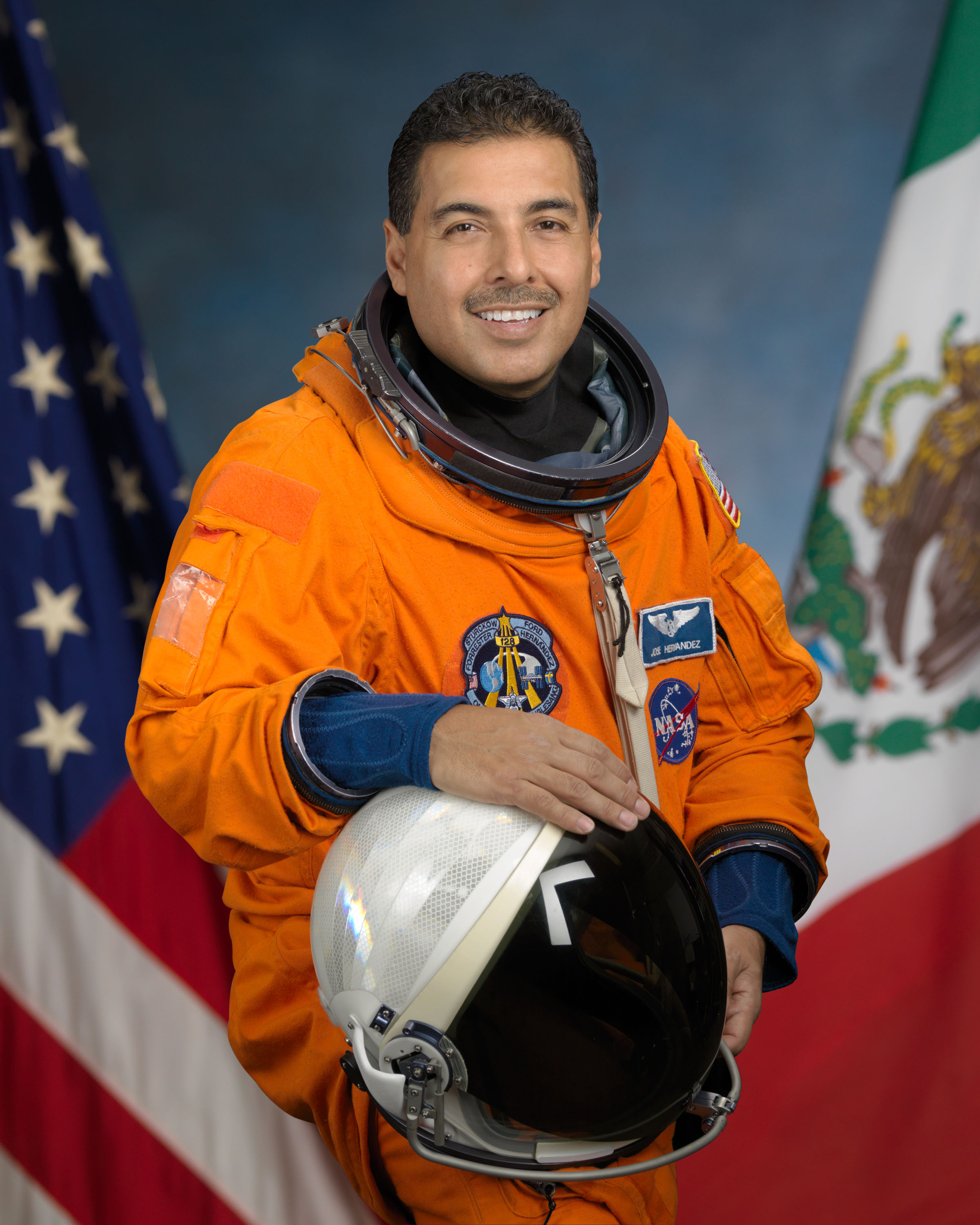
El astronauta estadounidense, de origen mexicano, José Moreno Hernández, promovió la Agencia.

Las actividades del gobierno mexicano en actividades espaciales iniciaron en 1957, cuando Walter Cross Buchanan, secretario de Comunicaciones y Transportes (1955-1964), y Manuel Sandoval Vallarta promovieron el diseño y construcción de cohetes para monitorear la alta atmósfera, ya que desde 1949 se había formado un grupo de técnicos en cohetería, gracias a los adelantos en el desarrollo de la aviación, además de contar con el apoyo de académicos del Instituto Politécnico Nacional. Para 1960, se estableció la estación terrena de Guaymas, Sonora. De igual manera, otros cohetes sonda fueron lanzados en los años 60 y 70 por la Universidad Autónoma de San Luis Potosí y por otras agrupaciones universitarias de la UNAM y el IPN dedicadas a la cohetería diletante, como la Sociedad Mexicana de Estudios Interplanetarios (SMEI), el Grupo Gamma, y la Sociedad Universitaria de Cohetes Experimentales (SUCE).
En el mismo sentido, el presidente Adolfo López Mateos emitió un decreto en el Diario Oficial de la Federación del 31 de agosto de 1962 que creó la Comisión Nacional del Espacio Exterior (CONEE), adscrita a la Secretaría de Comunicaciones y Transportes con el fin de fomentar la investigación, explotación y utilización pacífica del espacio exterior; Comisión que continuó con los trabajos de cohetería, telecomunicaciones y estudios atmosféricos en el país.
La creación de la CONEE impulsó la investigación espacial y en ese mismo año, 1962, la Universidad Nacional Autónoma de México (UNAM), a través de su Instituto de Geofísica, creó el Departamento del Espacio Exterior, hoy Departamento de Ciencias Espaciales.
En los años posteriores, la CONEE fabricó los cohetes Mitl y se obtuvieron importantes avances en el estudio de la alta atmósfera a través de tres subprogramas de investigación. Sin embargo, el gobierno del presidente José López Portillo canceló los trabajos en materia espacial y publicó la desaparición de la Comisión Nacional del Espacio Exterior en el Diario Oficial de la Federación del 3 de noviembre de 1977.
Ante la falta de un órgano oficial del desarrollo espacial en México, los esfuerzos en esta materia se aislaron. Por ejemplo, se desarrollaron y calificaron experimentos en ciencias de materiales para ser efectuados en el transbordador espacial de la Administración Nacional de Aeronáutica y del Espacio (NASA) de los Estados Unidos, desarrollados en la década de 1980 por un grupo de investigadores e ingenieros de la UNAM.
La industria de las telecomunicaciones impulsó la creación de una red satelital para su sector, la cual se concretó con la puesta en órbita de los satélites Morelos durante 1985 por la NASA, lo que impulsó a que instituciones como el CICESE desarrollara trabajos en tecnología telefónica, VSAT y comunicación móvil en banda L. Los trabajos con la NASA permitió que el doctor Rodolfo Neri Vela participara en una misión de los transbordadores espaciales y se convirtiera en el primer astronauta mexicano.
Algunas actividades espaciales fueron financiadas por el extinto Instituto Mexicano de Comunicaciones que funcionó de 1987 a 1996 (transformado en la Comisión Federal de Telecomunicaciones y posteriormente en el Instituto Federal de Telecomunicaciones), por el organismo descentralizado Telecomunicaciones de México (Telecomm) y por la empresa privatizada que surgió de Telecomm, Satélites Mexicanos, S.A. de C.V. (Satmex); así como por algunas instituciones de educación superior, principalmente la Universidad Nacional Autónoma de México, el Instituto Politécnico Nacional (especialmente a través del Cinvestav), el Instituto Nacional de Astrofísica, Óptica y Electrónica, el Centro de Investigación Científica y de Educación Superior de Ensenada, el Consejo Nacional de Ciencia y Tecnología (CONACyT) y la Universidad del Ejército y Fuerza Aérea Mexicanos.
Concretamente la UNAM, durante la década de 1990, creó el Programa Universitario de Investigación y Desarrollo Espacial (PUIDE) mediante el cual se diseñó y construyó el microsatélite UNAMSAT 1, el cual se perdió durante el lanzamiento en 1995. Pero un microsatélite gemelo, el UNAMSAT B fue puesto en órbita un año después.
Además de las instituciones universitarias, también llevaron a cabo esfuerzos individuales personas y pequeños grupos autónomos, pero sin coordinación y sin la participación ni apoyo importante del Gobierno o de inversionistas mexicanos. La Sociedad Espacial Mexicana A. C. - SEM se fundó en 1990 por iniciativa de Jesús Raygoza y Luis Antonio Miranda González. El grupo ha trabajado con algunas escuelas mexicanas y en proyectos de cohetes de aficionados, pero con poco impacto en el resto del país y de la sociedad.
Por otro lado, en la década de 1990 se presentaron al menos dos iniciativas diferentes para la creación de una oficina o agencia espacial nacional. En 1995, la SEM entregó una propuesta al Gobierno del presidente Ernesto Zedillo y a la Comisión de Energía del Congreso de la Unión. Y en 1998, un grupo de académicos mexicanos se expresó en las mismas líneas en audiencia ante la Comisión de Ciencia y Tecnología.

### Creación de la agencia
En 2005 los ingenieros Fernando de la Peña Llaca y José Luis García García elaboran una primera iniciativa para la creación de una Agencia Espacial Mexicana, la cual se presentó a la Cámara de Diputados. Este trabajo derivó en un documento cuyo objetivo medular era «abrir empresas contratistas» capaces de vender sus servicios en otros países. Este proyecto establecía a la Agencia Espacial Mexicana como un ente autofinanciable.

#### Presentación en la Cámara de Diputados
La iniciativa en cuestión fue presentada en la Cámara de Diputados el 25 de octubre de 2005 por el diputado federal del Partido Revolucionario Institucional por el 7.º Distrito del Estado de Hidalgo Moisés Jiménez Sánchez en colaboración con los ingenieros José Luis García García y Fernando De la Peña Llaca. y fue turnada a la Comisión de Ciencia y Tecnología para su estudio, análisis y dictamen correspondiente.
El 26 de abril de 2006 la Cámara Baja aprobó la iniciativa y la turnó al Senado.

#### Modificación en la Cámara de Senadores
Las protestas e inquietudes de algunos sectores que se mostraron inconformes con la poca difusión que se le dio al proyecto entre la comunidad académica y científica antes de ser presentado a la Cámara de Diputados motivaron al senador Francisco Javier Castellón Fonseca, presidente de la Comisión de Ciencia y Tecnología del Senado, a solicitar la organización de una serie de foros de consulta a nivel nacional para identificar las inquietudes e inconformidades.
A partir de estos foros de consulta se sumaron activamente a promover el proyecto Gerardo Ferrando Bravo, Sergio Viñals, Javier Jiménez Espriú, Eugenio Méndez Docurro, José Franco, José Luis Fernández Zayas, Salvador Landeros, Alejandro Chávarri, José Luis García, Rodolfo Neri Vela, José Valdés Galicia, Carlos Duarte Muñoz, Jorge Morales Romero, Dionisio Tun, Juan Pedro Laclette, Rafael Navarro, Blanca Mendoza, Sergio Camacho, José Antonio de la Peña, Ramiro Iglesias, Alejandro Farah, José de la Herrán, Rolando Menchaca, Javier Roch, Sergio Autrey, David Ziman, Jorge Sosa y algunos otros. Conformándose así lo que después de algunas reuniones en la Torre de Ingeniería de la UNAM se conocería como el Grupo Promotor de la Agencia Espacial Mexicana con más de 60 miembros y coordinado por la Academia de Ingeniería a través de su entonces presidente, Gerardo Ferrando Bravo, quienes a través de una pequeña comisión de este grupo elaboraron un nuevo proyecto de iniciativa de ley que incorporase las experiencias ya existentes y que hicieran a la Agencia Espacial Mexicana una entidad viable y capaz de operar. La Comisión de Ciencia y Tecnología del Senado de la República incorporó a la iniciativa de ley recibida de la Cámara de Diputados diversos puntos del proyecto presentado por el Grupo Promotor de la Agencia Espacial Mexicana, así como observaciones realizadas por el Consejo Nacional de Ciencia y Tecnología y por el Consejo Consultivo de Ciencias de la Presidencia de la República. Una vez superadas algunas diferencias con la secretaria de Comunicaciones y Transportes y con la Secretaría de Hacienda, la iniciativa de la Cámara de Diputados fue modificada por el Senado y aprobada de forma unánime el 4 de noviembre de 2008, regresándose a la cámara de origen para ser turnada a las comisiones de Ciencia y Tecnología y de Presupuesto y Cuenta Pública para someterse a un segundo análisis y ronda de votaciones.

#### Promulgación de la Ley
La Cámara de Diputados recibió las modificaciones a la iniciativa de ley que realizadas por el  Senado y las aprobó el 20 de abril de 2010. La Ley fue promulgada el 13 de julio de 2010 por el presidente de la República, Felipe Calderón Hinojosa. Se publicó en el Diario Oficial de la Federación el 30 de julio y entró en vigor el 31 de julio.

#### Estatuto orgánico
La Junta de Gobierno aprobó el 11 de abril de 2012 el Estatuto Orgánico de la Agencia Espacial Mexicana que rige la estructura interna de la agencia. Este estatuto fue publicado en el Diario Oficial de la Federación hasta el 27 de noviembre de 2012 para entrar en vigor el día siguiente.
Dicha Junta de Gobierno emitió una convocatoria para realizar los
foros y mesas de trabajo permanentes para formular las líneas generales de la Política Espacial de México. De acuerdo a lo anterior, se celebraron 4 foros entre octubre de 2010 y enero de 2011, más uno de conclusiones que se postergó hasta julio de 2011, en donde se dieron a conocer las Líneas Generales de la Política Espacial de México.

## Política Espacial
Una vez concluidos los cuatro foros de consulta, la SCT conformó el Grupo Relator de la Política Espacial de México, el cual estuvo a cargo de la redacción de las Líneas Generales de la Política Espacial de México que fueron presentadas en el Foro de Conclusiones de la Agencia Espacial Mexicana por el presidente de la Junta de Gobierno de la AEM, Dionisio Pérez-Jácome.
El Grupo Relator de la Política Espacial de México fue coordinado por la secretaria Técnica de la Agencia Espacial Mexicana (AEM).
Para la redacción del documento maestro de las Líneas Generales de la política espacial de México se tomaron como base los foros para la creación de la Agencia Espacial Mexicana, así como el análisis de diversos documentos de Política Espacial de algunos países que cuentan con Agencia Espacial, entre ellos: Estados Unidos, Rusia, China, Japón, Reino Unido, Brasil, Canadá, India y la Unión Europea.
El documento final de las Líneas Generales de la Política Espacial de México tuvo un largo proceso de revisión, discusión y análisis, que finalmente fue aprobado de manera unánime por todos los miembros de la Junta de Gobierno de la Agencia Espacial Mexicana.

## Estructura
La Ley que crea la Agencia Espacial Mexicana establece que cuenta con una Junta de Gobierno integrada por quince miembros que sesionará por lo menos cuatro veces al año, un director general nombrado para un período de cuatro años nombrado por el presidente de la República, un órgano de vigilancia y una estructura orgánico-administrativa definida por la Junta de Gobierno.

### Junta de Gobierno
La Junta de Gobierno de la AEM está integrada por quince miembros; uno de ellos, el Secretario de Comunicaciones es quien la preside. Los demás integrantes son subsecretarios de las Secretarías de Gobernación; Relaciones Exteriores; Educación Pública; la Secretaría de Hacienda; Defensa Nacional y Marina. También forman parte de la Junta de Gobierno el titular del Consejo Nacional de Ciencia y Tecnología; el rector de la Universidad Nacional Autónoma de México; el director general del Instituto Politécnico Nacional; los presidentes de la Academia Mexicana de Ciencias, de la Academia de Ingeniería y de la Academia Nacional de Medicina; un representante de la Asociación Nacional de Universidades e Instituciones de Educación Superior (ANUIES) y el titular del Instituto Nacional de Estadística y Geografía (INEGI).
La primera Junta de Gobierno de la Agencia Espacial Mexicana (AEM) se instaló el 7 de septiembre de 2010, bajo la presidencia de Juan Francisco Molinar Horcasitas, y se nombró a Raúl Vallejo Lara como su secretario técnico.

### Dirección General
Por disposición de la "Ley que crea la Agencia Espacial Mexicana", tras formularse las líneas generales de la Política Espacial de México, el 23 de septiembre de 2011 el entonces secretario de Comunicaciones y Transportes y Presidente de la Junta de Gobierno de la Agencia Espacial Mexicana, Dionisio Pérez Jácome, publicó en el Diario Oficial de la Federación la convocatoria para designar al director general de la Agencia Espacial Mexicana.
De acuerdo con lo anterior, el 2 de noviembre de 2011 fue nombrado el doctor ingeniero en telecomunicaciones Francisco Javier Mendieta Jiménez como el primer director general de la agencia por el presidente de la República, Felipe Calderón Hinojosa, para ocupar dicho cargo de 2011 a 2015.
En octubre del 2019, el presidente Andrés Manuel López Obrador nombró al Dr. Salvador Landeros Ayala como nuevo director general de la agencia para el periodo 2019-2023.

### Unidades técnicas y administrativas
El Estatuto Orgánico de la Agencia Espacial Mexicana establece las unidades técnicas y administrativas de la institución:

#### Consejo Consultivo
Es el órgano de apoyo y consulta del director general de la agencia.

#### Coordinaciones Generales
La agencia contará con cinco coordinaciones generales en su estructura. Las coordinaciones generales son:
1. Formación de Capital Humano en el Campo Espacial.
2. Investigación Científica y Desarrollo Tecnológico Espacial.
3. Desarrollo Industrial, Comercial y Competitividad en el Sector Espacial.
4. Asuntos Internacionales y Seguridad en Materia Espacial.
5. Financiamiento y Gestión de la Información en Materia Espacial.

#### Direcciones
Además, la agencia contará con dos direcciones:
1. Dirección de Administración; y
2. Dirección de Asuntos Jurídicos.

### Sede
La Ley establece que la Agencia Espacial Mexicana tendrá su domicilio legal en la Ciudad de México, sin que esto limite la posibilidad de contar con sedes en el territorio nacional.
En virtud de que el presidente de la Junta de Gobierno es a la vez el secretario de Comunicaciones y Transportes, la sede de esta Secretaría lo es a la vez de la Agencia Espacial Mexicana (AEM). Lo anterior en tanto se definen sus oficinas centrales que deberán localizarse en la Ciudad de México.
Se ha especulado en torno a la posibilidad de que podría contar con varias sedes en el país. La senadora Beatriz Zavala Peniche también lanzó la propuesta de construir un centro de lanzamiento en Yucatán. Por su parte, el gobierno del estado de Hidalgo ha apoyado la intención de llevar instalaciones del organismo al municipio de Tulancingo de Bravo. También Fernando de la Peña Llaca, principal promotor de AEXA, propuso en su momento que la sede de la Agencia fuera en su natal Tulancingo.
El Estado de Jalisco ha propuesto albergar un centro espacial en su ciudad capital Otros Gobiernos Estatales que han manifestado interés en una sede son Baja California, Chihuahua, Michoacán, Nuevo León, Estado de México, Zacatecas, Guanajuato, Coahuila, Puebla, Querétaro, Quintana Roo, Sonora y Veracruz.
Actualmente se encuentra en construcción el Centro de Investigación y Desarrollo Espacial de México, el cual se construye en Atlacomulco, Estado de México. Se prevé que este abra sus puertas en el año 2020.

### Presupuesto
La Cámara de Diputados al autorizar en el presupuesto para el ejercicio de 2010 estableció una ampliación de recursos destinados para la creación y operación de la Agencia Espacial Mexicana (AEM) por un monto de 10 millones de pesos; mismos que serían ejercidos como parte de los recursos que maneja el Consejo Nacional de Ciencia y Tecnología (CONACYT). Mismo que no se ejerció.
Para el ejercicio de 2011 la agencia no se incluyó en el presupuesto, a pesar de que se divulgó que se le destinarían 100 millones de pesos. Para su operación inicial en estos dos años, los recursos provinieron directamente de la Secretaría de Comunicaciones y Transportes.
Para el paquete presupuestal de 2012 se incorporó por primera vez un rubro propio para la agencia, por un monto de 60 millones de pesos para iniciar funciones.
La propuesta presupuestal del Ejecutivo para el año de 2013, asignó a la agencia más de 97 millones de pesos.

## Actividades

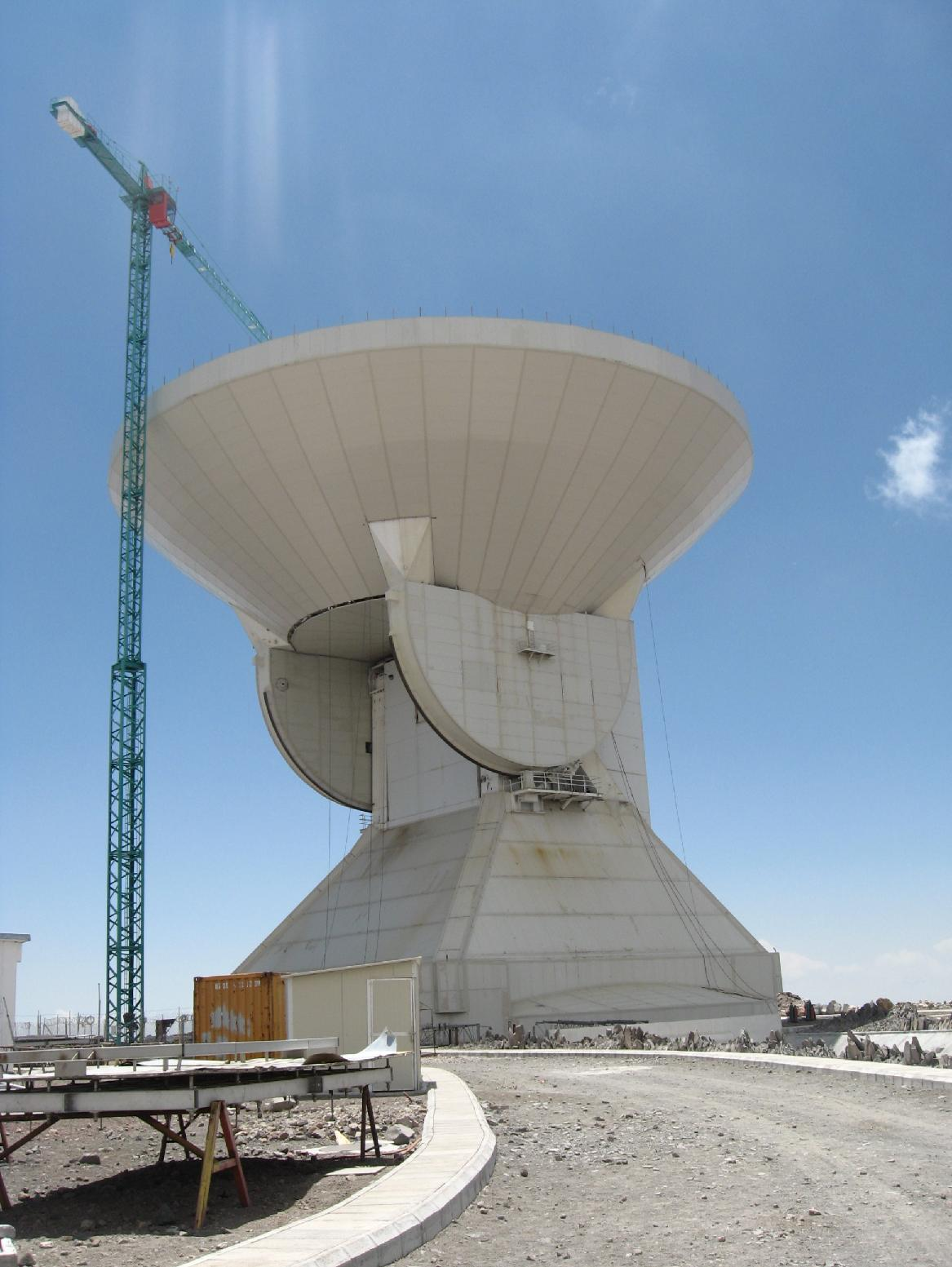
Gran Telescopio Milimétrico, en Puebla.

Las primeras actividades formales de la Agencia Espacial Mexicana están determinadas por los artículos transitorios de la Ley que la crea:
- Por un lado, se establecen los procedimientos básicos y plazos para la instalación de su Junta de Gobierno, los plazos para emitir una convocatoria para la designación Presidencial de su primer director general y los plazos para crear y aprobar su Estructura Orgánica, Estatuto Orgánico y su Reglamento Interno.

- Por otro, de manera sustantiva, se establece la convocatoria y organización que la Junta de Gobierno hará de foros y mesas permanentes de trabajo para que en 180 días se discutan y formulen las líneas generales de la Política Espacial de México, tanto por nacionales o extranjeros expertos en materia espacial, así como por instituciones de educación superior y por centros públicos de investigación.

De acuerdo con lo anterior, la Junta de Gobierno de la Agencia Espacial Mexicana (AEM) emitió una convocatoria para efectuar los foros y las mesas permanentes de trabajo. Para difundir dicha convocatoria, su calendario y establecer un mecanismo de inscripción a los foros y mesas, el 30 de septiembre de 2010 habilitó por primera vez la página oficial de la Agencia Espacial Mexicana.
Los foros se realizaron en las ciudades de Querétaro (28 y 29 de octubre de 2010), Pachuca (16 y 17 de noviembre), Ensenada (13 al 15 de diciembre) y Puerto Vallarta (27 al 29 de enero de 2011). Al final, se organizaría un foro de conclusiones en la Ciudad de México durante el mes de febrero; sin embargo, este último foro se aplazó hasta el 13 de julio, durante el cual Dionisio Pérez Jácome, nuevo presidente de la Junta de Gobierno de la Agencia y secretario de Comunicaciones y Transportes, dio a conocer las Lineas Generales de la Política Espacial de México, las cuales fueron publicadas el mismo día en el Diario Oficial de la Federación.
Entre tanto, como actividades espaciales en México, la Secretaría de Relaciones Exteriores, la Secretaría de Comunicaciones y Transportes, la Comisión Federal de Telecomunicaciones (COFETEL) y el Gobierno del Estado de Hidalgo, junto con otras instituciones mexicanas, convocaron a la VI Conferencia Espacial de las Américas (CEA) celebrado en la ciudad de Pachuca, Hidalgo, del 15 al 19 de noviembre de 2010. La Conferencia Espacial de las Américas (CEA) es un foro de encuentro regional del contintente americano promovido por la Asamblea General de las Naciones Unidas.
El 1 de noviembre de 2011, el presidente de la República Felipe Calderón Hinojosa nombró al primer director general de la Agencia, cargo que recayó en Francisco Javier Mendieta Jiménez, quien deberá de cumplir su encargo para el período de 2011 a 2015. Este nombramiento fue con base en la convocatoria para tal fin, publicada el 23 de septiembre de 2011 que puso como fecha límite hasta el 23 de octubre para nombrarlo. Además de Javier Mendieta, contendieron otras diecisiete personas por la dirección general.
Tras su designación, Javier Mendieta recibió formalmente su nombramiento como director general por la Junta de Gobierno de la AEM el 15 de noviembre de 2012. Como su primera tarea, durante los primeros 90 días de su administración que marca la ley, elaboró el Programa Nacional de Actividades Espaciales que presentó el 12 de enero de 2012 a la Junta de Gobierno para que sea aprobada dentro de los siguientes 90 días, esto es hasta el 30 de abril de 2012.
La Agencia Espacial Mexicana participó como uno de los organizadores del primer Encuentro Mexicano de Ingeniería en Cohetería Experimental (ENMICE) que se realizó del 28 al 30 de mayo del 2021 en Baja California. Conferencias magistrales fueron impartidas por Carlos Duarte, coordinador general de Formación de Capital Humano en el Campo Espacial de la AEM y Luis Rodríguez, representante de la AEM. También estuve presente el ingeniero aeroespacial Edmundo Gómez, también conocido como Raymix.